# ジョン・ドーネイ (庶民院議員)
ジョン・ドーネイ閣下（英語: Hon. John Dawnay、1686年12月8日 – 1740年7月31日）は、グレートブリテン王国の政治家。第2代ダウン子爵ヘンリー・ドーネイの長男であり、1713年から1716年まで庶民院議員を務めたが、父に先立って死去したため爵位を継承することはなかった。ジャコバイトだったとされる。

## 生涯
第2代ダウン子爵ヘンリー・ドーネイと妻ミルドレッド（Mildred、旧姓ゴドフリー（Godfrey）、1666年3月22日 – 1725年9月2日埋葬、ウィリアム・ゴドフリーの娘）の息子として、1686年12月8日にヨークで生まれた。1703年7月16日にオックスフォード大学クライスト・チャーチに入学、1706年7月9日にM.A.の学位を修得した。1709年から1711年にかけてオランダとイタリアを旅した。
1713年イギリス総選挙でニューカッスル公爵夫人マーガレット・ホリスの後援を受けてアルドバラ選挙区から出馬した。アルドバラは初代ニューカッスル公爵ジョン・ホリスが掌握していたが、公爵が1711年に死去したため、その未亡人マーガレットと遺産を継承した第2代ペラム男爵トマス・ペラム＝ホリスの間で争いがおこり、2人は激しい選挙戦を戦った。最終的にはマーガレットが支持した候補2名（ドーネイとポール・フォーリー）が当選したが、ペラム＝ホリスは次の1715年イギリス総選挙までにアルドバラを完全に掌握し、1715年の選挙ではペラム＝ホリスの推薦する候補が当選した。
1713年イギリス総選挙ではアルドバラのほかに保険としてポンテフラクト選挙区から出馬しており、家族が影響力を有したほか初代ストラフォード伯爵トマス・ウェントワースの後援も受けた。ポンテフラクトでは148票（得票数2位）で現職議員ロバート・フランク（Robert Frank）とともに当選した。このように、ドーネイは2選挙区で当選しており、ポンテフラクトの代表として議員を務めることを選ぼうとしたが、アルドバラでは選挙申し立てが出されており、1715年に議会が解散されるまで審理されなかったため、ドーネイはどちらかを選ぶ必要がなく、2年ほど2選挙区の議員を務めた。1715年イギリス総選挙ではポンテフラクト選挙区から出馬し、149票でトップ当選したが、選挙申し立ての末1716年3月に逆転落選を宣告された。
議会ではあまり活動的ではなかった。また、初代エグモント伯爵ジョン・パーシヴァルの日記（1731年）によると、ドーネイはジャコバイトだったという。
1716年以降2度と立候補することなく、1740年8月12日に父に先立って死去した。

## 家族
1724年8月10日、シャーロット・ルイーザ・プレイデル（Charlotte Louisa Playdell、ロバート・プレイデルの娘）と結婚、2男2女をもうけた。
- ヘンリー・プレイデル（1727年4月8日 – 1760年12月26日） - 第3代ダウン子爵[8]
- ジョン（1728年4月9日 – 1780年12月21日） - 第4代ダウン子爵[9]